# Podolský potok (přítok Labe)
Podolský potok (též Podolka) jedním ze tří významných potoků a zároveň přítoků Labe odvodňujících nejsevernější svahy Železných hor.

## Průběh toku
Podolský potok pramení jižně od Vápenného Podola, který mu dal jméno, v malém mokřadu uprostřed louky nedaleko silnice II/341. Teče převážně severním směrem nejprve přes Vápenný Podol a poté údolím již zrušené železniční trati do Tasovic. Od soutoku s Habřinkou přimyká k železniční trati Prachovice - Heřmanův Městec a vtéká do areálu Správy státních hmotných rezerv. Po jeho opuštění teče Kostelcem u Heřmanova Městce a poté směřuje k Heřmanovu Městci. V parku tamního zámku, jemuž tvoří osu, napájí Zámecký rybník, opouští Železné hory a vtéká do Svitavské pahorkatiny. Za městem míří stále přibližně k severu a protéká Klešicemi, kde přijímá vody Konopky a podtéká železniční trať Chrudim město - Heřmanův Městec, Jezbořicemi, kde napájí rybník Jezbořák, a Barchov, kde opouští Svitavskou pahorkatinu a vtéká do Východolabská tabule. Poté protéká průmyslovou zónou na západním okraji Starých Čívic a podtéká železniční trať Kolín - Česká Třebová. Posledním sídlem na jeho toku jsou Krchleby, kde v minulosti napájel trojici dnes již neexistujících rybníků tvořících obranný systém tamní tvrze. Bezprostředně před soutokem s Labem pod zdymadlem Srnojedy ještě přijímá zprava vody Čivické svodnice.

## Mlýny
- Chládkův mlýn – Heřmanův Městec, okres Chrudim, kulturní památka